# Broa de fubá

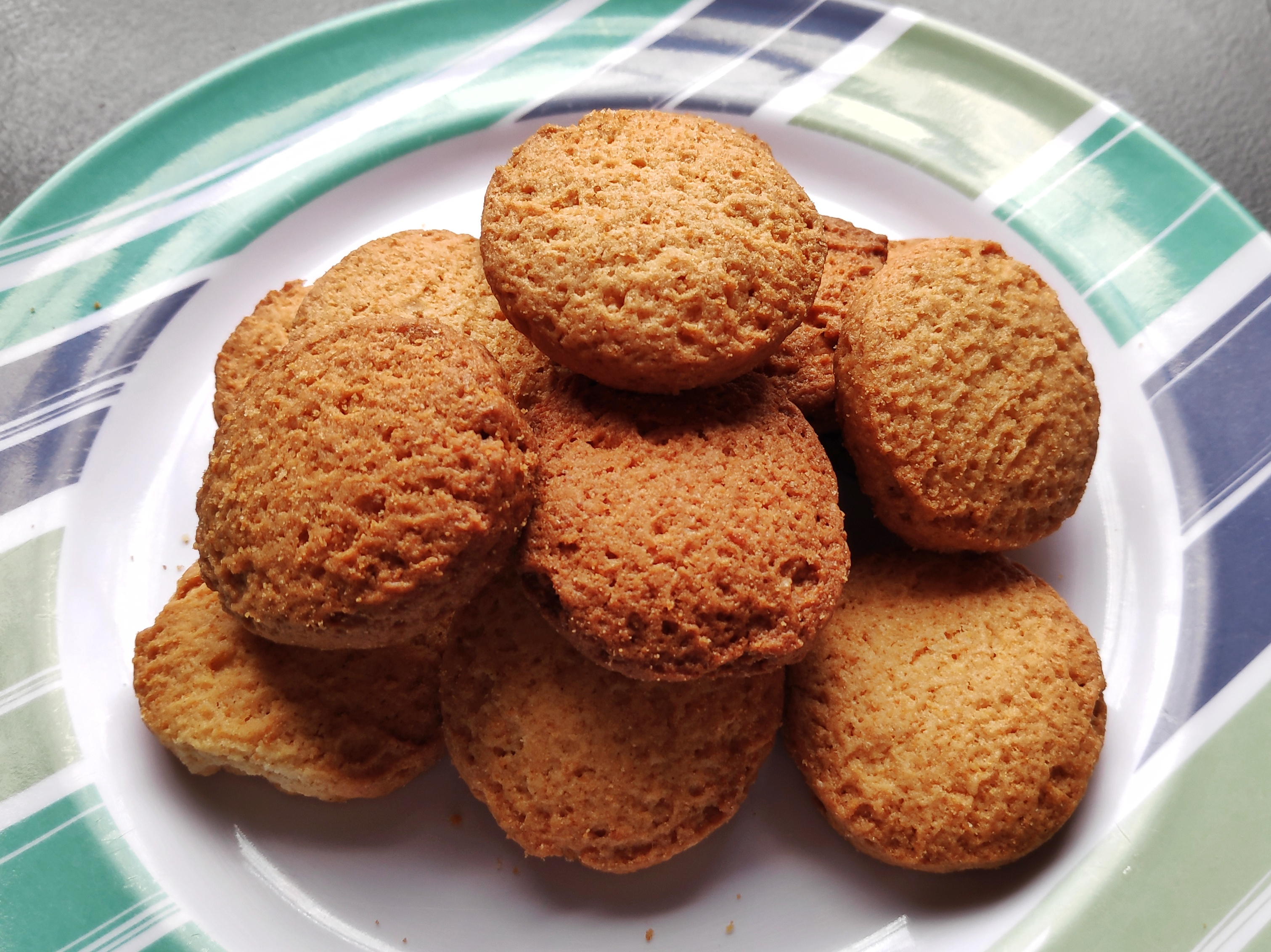
Broinhas de fubá

Broa de fubá, também chamada de broinha de fubá, é um tipo de bolinho típico da culinária brasileira. As broas são mais comuns à culinária da Região Sudeste do Brasil, principalmente Minas Gerais e São Paulo, e na região Sul, sobretudo no Paraná. É feita com fubá, farinha de trigo, açúcar, ovos, margarina e fermento. Esta é uma preparação bastante associada às Festas Juninas.

## História
Essa iguaria teria surgido no Brasil por volta do século XVIII graças aos portugueses e africanos que começaram a utilizar o fubá em diversos pratos. O primeiro registro histórico das broas é de 1733, quando Domingos de Souza Braga registrou seus gastos domésticos em um livro, que hoje serve como importante documento sobre a vida em Vila Rica, atual Ouro Preto. Entre suas aquisições, lá estavam “treze broas”.